# 潮書房光人新社
株式会社潮書房光人新社（うしおしょぼうこうじんしんしゃ）は、日本の出版社。産業経済新聞社の出版子会社である産経新聞出版の100%子会社。月刊誌『丸』、および書籍の出版・販売を行う。

## 沿革
「聯合プレス」（のち「聯合出版社」）が1948年に創刊した月刊誌「丸」の刊行を1956年4月号より引き継ぎ、初期は書籍の出版・販売も行っていた。
初期の潮書房は月刊誌『丸』の刊行と共に書籍も刊行していたが、『丸』の刊行に専念するために書籍事業を中断した。
光人社は、潮書房が創業から10年あまりで収集した戦争記録や戦史などを単行本化することを目的に、『丸』編集長だった高城肇（1928-2010）らによって、1966年3月に設立された。1992年12月に「光人社NF文庫」（NFはノンフィクションの略）、2002年9月に「光人社名作戦記」シリーズの刊行をそれぞれ開始した。
2012年5月1日、株式会社潮書房 と株式会社光人社 が合併して、株式会社潮書房光人社 となった。本店所在地は、東京都千代田区九段北一丁目9番11号。
2017年10月18日に、潮書房光人社を財産管理会社と事業会社に分割し、事業会社の全株式を産経新聞出版が11月1日付で取得し、社名を潮書房光人新社と変更して出版事業を継続することが発表された。潮書房光人新社の本店所在地は、産経新聞出版、産業経済新聞社と同じ東京・大手町の東京サンケイビルに移った。
財産管理会社となった株式会社潮書房光人社は、株式会社イノセンスに商号変更をした後、2018年2月1日に解散。同年11月20日に清算結了した。

## 出版物

### 光人社NF文庫
「光人社」であった1992年12月に創刊された文庫レーベル（「NF」は「ノンフィクション」の略）。戦記物を中心とする。

### 産経NF文庫
現体制の「潮書房光人新社」になってから、親会社である産経新聞出版の主導で2018年7月に創刊された文庫レーベル。既存の光人社NF文庫が戦記物を中心とするのに対し、産経NF文庫はノンフィクションを中心とする。